# Bidens aurea
Bidens aurea (череда золотиста) — вид квіткових рослин родини айстрові (Asteraceae). лат. aurea — «золотий».

## Опис
Багаторічна, трав'яниста, кореневищна, злегка запушена рослина. Стебла зелені або червонувато-коричневі, у висоту від 50 см до 100(200) см, прямовисні. Середнє і нижнє листя супротивне, від ланцетних до зворотно-ланцетоподібних. Жовті квіти з фіолетовими жилками. Квіткові кошики 20–35 мм в діаметрі. Сім'янки (3)5.5–7.5 мм, чорнуваті.
Цвітіння і плодоношення з травня по грудень. Має лікарське використання.

## Галерея

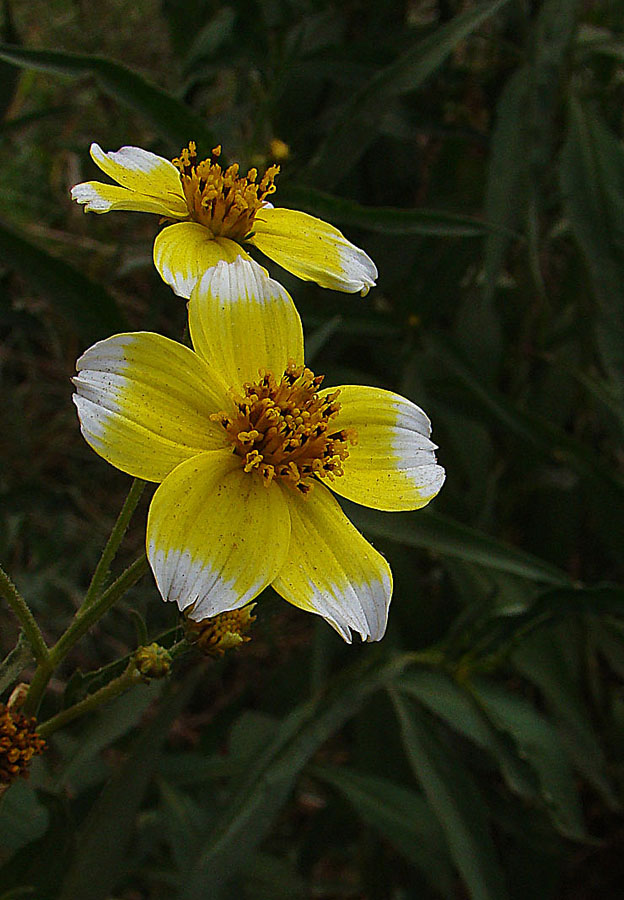
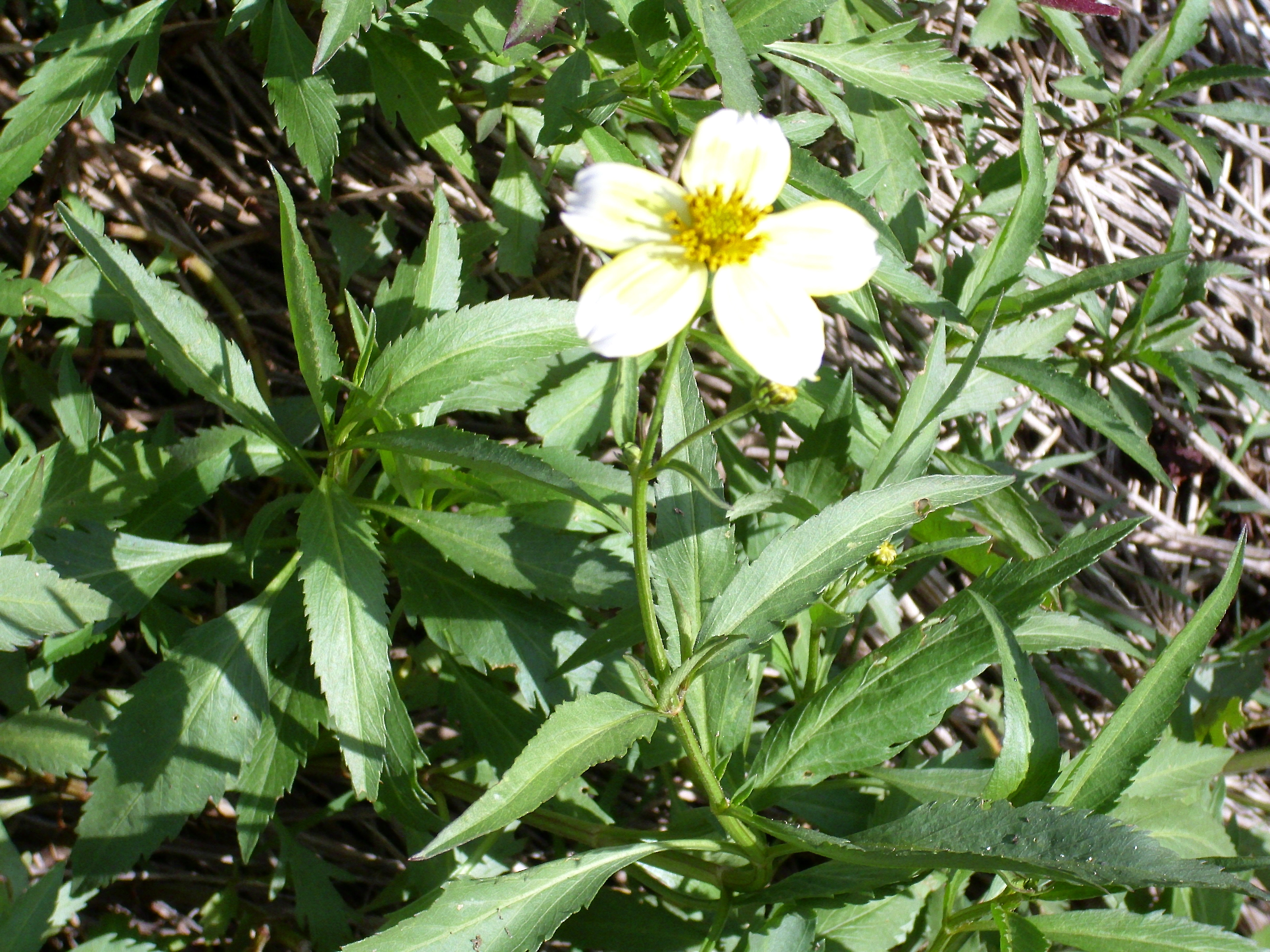
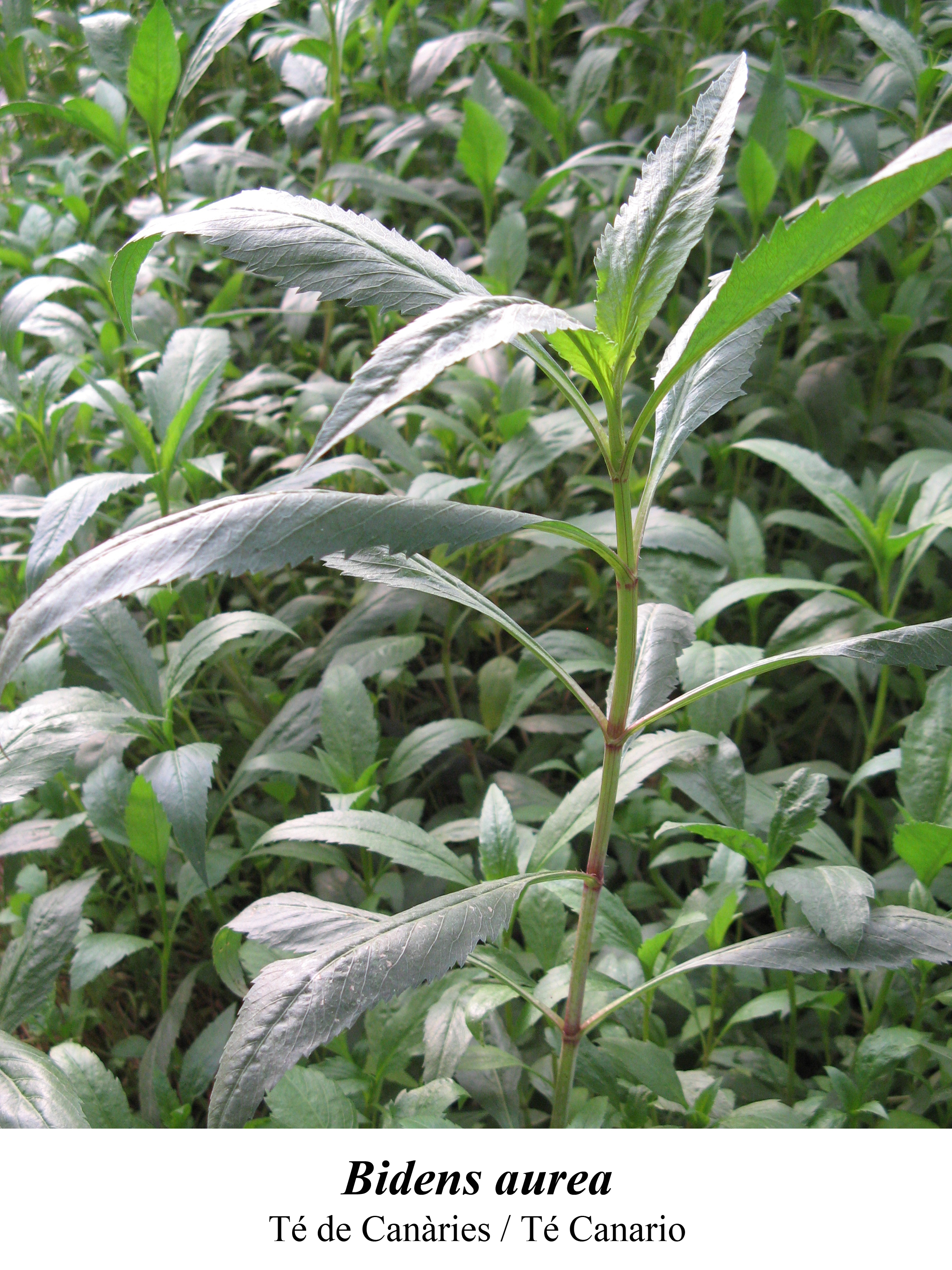
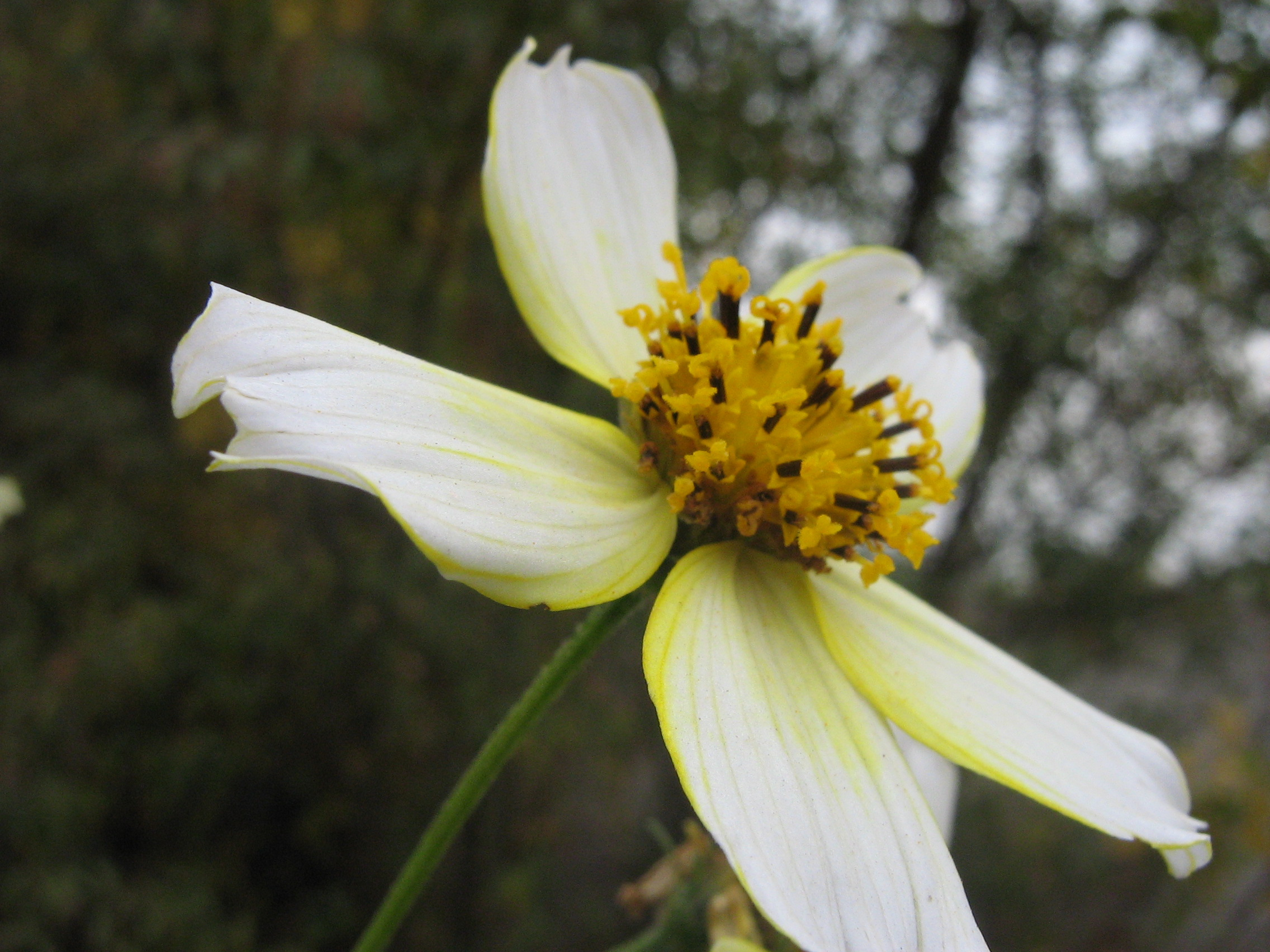

## Поширення
Батьківщина: Мексика, Сполучені Штати Америки — Аризона, Гватемала. Натуралізована: Марокко; Італія; Франція; Португалія; Гібралтар; Іспанія (вкл. Канарські острови). Зазвичай росте на вологих ґрунтах.